# دایره بندیاگارا
دایره بندیاگارا (به لاتین: Bandiagara Cercle) یک منطقهٔ مسکونی در مالی است که در استان موپتی واقع شده‌است. دایره بندیاگارا ۱۰٬۵۲۰ کیلومتر مربع مساحت و ۳۱۷٬۹۶۵ نفر جمعیت دارد.

## خواهرخوانده
شهر رن خواهرخواندهٔ دایره بندیاگارا هست.